# Локотка
Локотка (укр. Локітка) — село в Тлумачской городской общине Ивано-Франковского района Ивано-Франковской области Украины.
Население по переписи 2001 года составляло 591 человек. Занимает площадь 3,444 км². Почтовый индекс — 78015. Телефонный код — 03479.

## История
Входила в Палагицкий сельский совет в советское время.
В 2016 году в селе обновили фельдшерско-акушерский пункт.

## Религия
В селе действует приход УГКЦ и ПЦУ

### Священники УГКЦ в истории села
о. Сергей Козак до 2020 г.
о. Владимир Медведь с 2020 г.

## Население
- 1989 год 583 человек
- 2001 год 589 человек
- 2022 год 592 человек[3]